# Phaonia biseta
Phaonia biseta är en tvåvingeart som beskrevs av Stein 1913. Phaonia biseta ingår i släktet Phaonia och familjen husflugor. Inga underarter finns listade i Catalogue of Life.